# Aizu
Aizu (会津) est une zone comprenant le tiers occidental de la préfecture de Fukushima au Japon. La ville principale de la zone est Aizuwakamatsu.

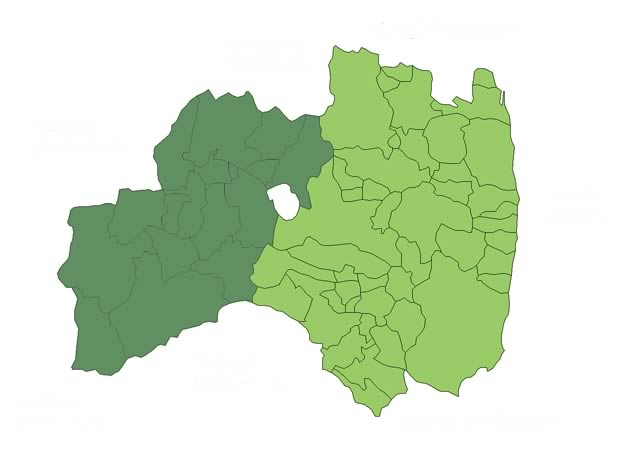
Carte d'Aizu.

Au cours de la période Edo, Aizu était un domaine féodal connu sous le nom de domaine d'Aizu (会津藩, Aizu-han) et une partie de la province de Mutsu.

## Histoire

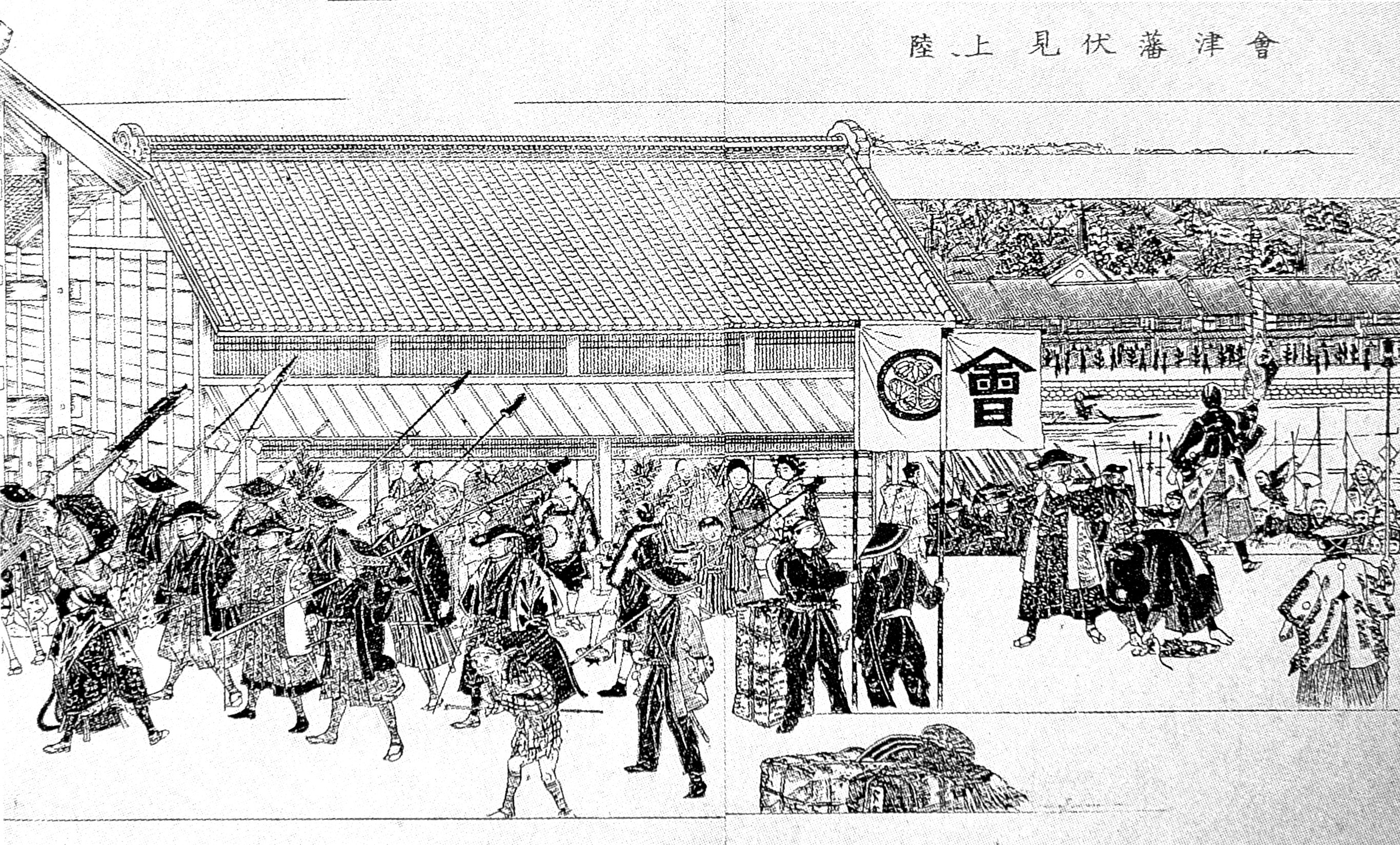
Les troupes d'Aizu débarquent à Fushimi avant la bataille de Toba-Fushimi.

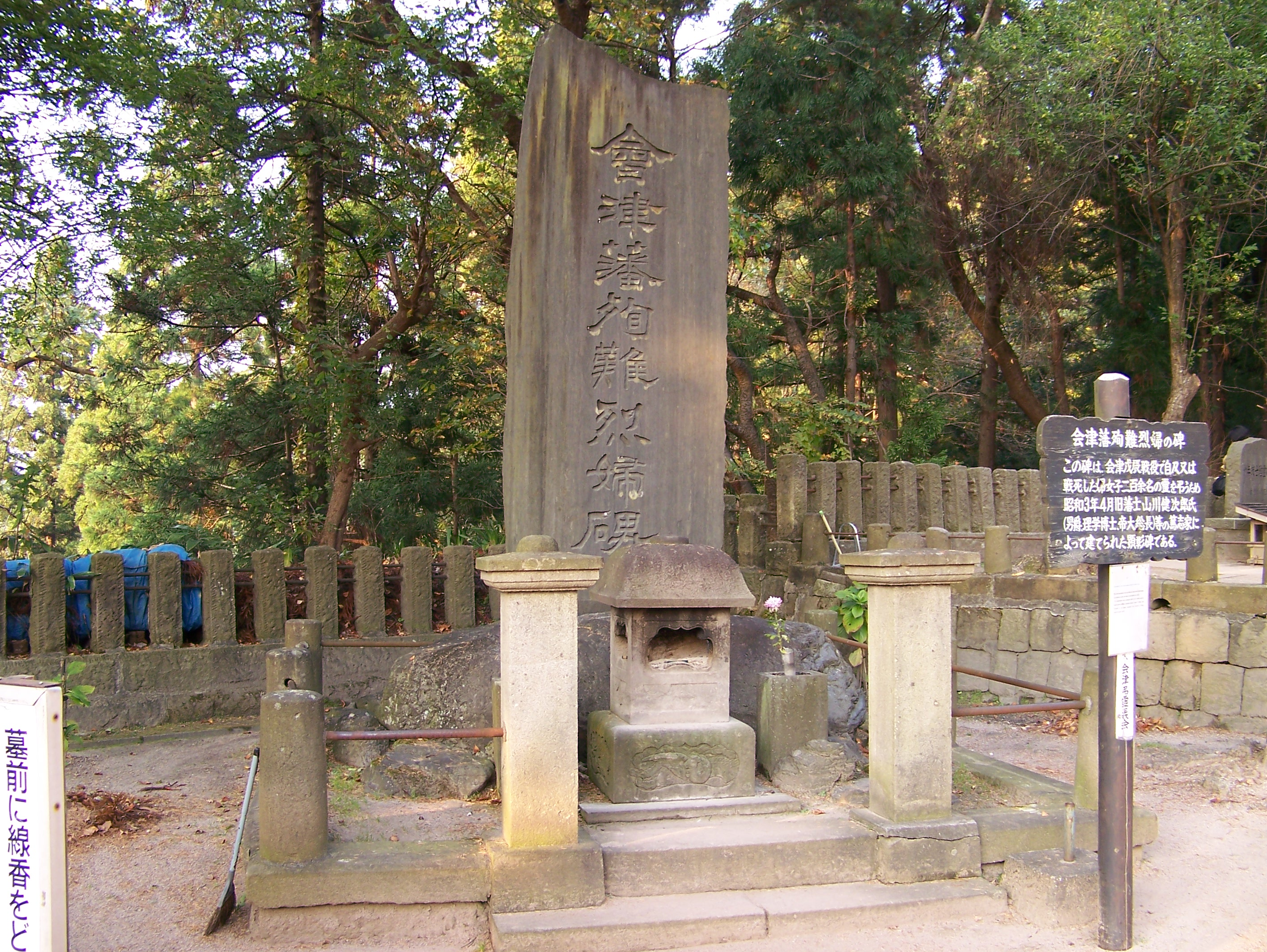
Monument aux samouraïs du Byakkotai.

Pendant une grande partie de la période Edo, les daimyos étaient issus du clan Hoshina. Ils étaient d'une branche lointaine du clan Takeda et, au début du XVIIe siècle, le chef de la famille, Hoshina Masamitsu, a adopté Hidetada Tokugawa, le fils illégitime du deuxième shogun. En conséquence, la fortune de la famille Hoshina a augmenté et des fiefs de plus en plus grands leur furent donnés, jusqu'à ce qu'elle s'installe à Aizu, domaine évalué à 240 000 'koku au milieu du siècle. Hoshina Masayuki, le chef adopté de la famille, s'enrichissait tandis que son demi-frère, Iemitsu Tokugawa, devenait shogun, puis plus tard régent de son successeur, le jeune quatrième shogun, Ietsuna Tokugawa. Vers la fin du XVIIe siècle, la famille Hoshina s'est vue autorisée à utiliser l'écu des Tokugawa et le nom de famille de Matsudaira et fut dès lors nommée comme le clan Aizu-Matsudaira et le nom Hoshina fut surtout utilisé pour les documents internes.
Dans le code établi par Masayuki, il y avait une injonction spécifique à servir le shogun avec dévotion unique, et ce fut cette injonction à laquelle la famille prit grands soins de montrer son adhésion même si ses objectifs étaient d'améliorer sa situation et son prestige.
Aizu était connu pour ses compétences militaires et maintenait une armée de plus de 5 000 hommes. Celle-ci a été souvent utilisée pour les opérations de sécurité dans le nord du pays, vers le sud de Sakhaline. En outre, après l'arrivée du commodore Perry, Aizu fut très présent dans les opérations de sécurité autour de la baie d'Edo.
Les deux ensembles de règles formelles pour son armée, les Règles pour les Commandants (将長禁令, shōchō kinrei) et les Règles pour les Soldats (士卒禁令, shisotsu kinrei), écrits dans les années 1790, ont établi un professionnalisme et une norme moderne pour la conduite et les opérations militaires, y compris les deux points suivants dans les « règles pour les soldats » qui codifiaient les droits de l'Homme et la protection des ennemis non-combattants, soixante-dix ans avant la première Convention de Genève de 1864 :
- Tekichi to ie domo midari ni denbata o fumiarasu bekarazaru koto (敵地といえども猥りに田畑を踏荒らすべからざる事。?, « Bien que le territoire soit celui de l'ennemi, piétiner et détruire les champs de riz est interdit. »)
- Tekichi ni itte, fujo o okashi, rōyō o kaishi, funbo o arashi, minka o yaki, midari ni chikurui o kurushi, komekin o karitori, yuenaku rinboku o kiri, sakke o kasuritori bekarazaru koto (敵地に入って、婦女を犯し、老幼を害し、墳墓を荒らし、民家を焼き、猥りに畜類を殺し、米金を掠取り、故なく林木を伐り、作毛を刈取べからざる事。?, « Lors de l'entrée en territoire ennemi, il est interdit de violer les femmes, de nuire aux personnes âgées, de profaner les tombes, de brûler des maisons de non-combattants, d'abattre du bétail inutilement, de voler de l'argent et du riz, d'abattre des arbres et d'arracher des plumes. »)

Pendant le mandat du seigneur Katamori Matsudaira de la neuvième génération, le domaine a déployé beaucoup de ses troupes à Kyoto, où Katamori a servi de Kyōto shugoshoku (京都守護職). Opérant sous les ordres du shogunat, ils ont également servi en tant que premiers superviseurs en chef officiels du Shinsen gumi. Gagnant l'hostilité du clan Chōshū du  domaine du même nom, et s'aliénant son allié, le clan Satsuma du domaine de Satsuma, Katamori se retira avec le shogun Yoshinobu Tokugawa en 1868. Bien que l'alliance Satsuma-Chōshū, qui dominait la cour impériale après la démission de Yoshinobu, a appelé à punir Katamori et Aizu pour être des « ennemis de la cour », elle a pris grand soin à demander grâce mais a finalement cédé à l'appel de la guerre en 1868, pendant la guerre de Boshin. Bien que les forces d'Aizu aient combattu dans le cadre de la Ōuetsu Reppan Dōmei, elles ont finalement été assiégées au château de Tsuruga, le siège du domaine d'Aizu, en octobre 1868.
La Byakkotai (白虎隊, « Compagnie du Tigre blanc »), groupe de jeunes adolescents samouraïs, fit seppuku (une forme de suicide rituel) sur une colline surplombant le château après avoir vu ses défenses enfoncées.
Des membres du clan Aizu proches d'Henry Schnell s'enfuirent avec lui aux États-Unis en Californie dans le comté d'El Dorado à Gold Hill en 1868, où ils fondèrent la Wakamatsu Tea and Silk Colony (若松コロニー, Wakamatsu koronī), du nom de la ville d'Aizuwakamatsu. D'autres membres suivirent en mai 1869 pour profiter de la ruée vers l'or en Californie (cet épisode est évoqué dans le manga Sky Hawk de Jirō Taniguchi). La famille Schnell finit par quitter la colonie en promettant de revenir avec l'argent nécessaire à sa survie ; ce qui n'arriva pas et la colonie disparut en 1871.

## Membres notables

Emblème de l'infanterie du domaine d'Aizu à la fin de la période Edo.

- Noguchi Hideyo (1876-1928), un docteur qui a apporté des contributions considérables au combat contre la syphilis et la fièvre jaune. Son portrait est représenté sur le billet de 1 000 yens.
- Shiba Gorō (1860-1945), samouraï et général de l'armée impérial, présent pendant le siège des légations de Pékin en 1900.
- Yae Neesima (née Yaeko Yamamoto, 1845-1932), femme soldat, cofondatrice de l'université Doshisha, instructeur dans la division féminine de Doshisha et épouse de Jo Niijima (Joseph Hardy Neesima), infirmière, maître de thé.
- Yamamoto Kakuma (1828-1892), ancien samouraï, cofondateur de l'université Doshisha.
- Takamine Hideo (1854-1910), ancien samouraï, diplômé d'école normale d'Oswego dans l'État de New York, éducateur de l'ère Meiji et directeur de l'école normale de Tokyo, de l'école d'art de Tokyo, de l'école de musique de Tokyo et de l'école normale pour femmes de Tokyo. Il est surtout connu pour avoir introduit les méthodes d'enseignement Pestallozian au Japon et pour la réforme de l'enseignement.
- Kajinosuke Ibuka (1854-1935), ancien samouraï devenu pasteur chrétien, a introduit le YMCA au Japon.
- Tsuneo Matsudaira (1877-1949), fils de Katamori Matsudaira, ambassadeur aux États-Unis et au Royaume-Uni.
- Setsuko Matsudaira (1909-1995), fille de Tsuneo Matsudaira ; épousa le prince Chichibu no Miya, le frère de l'empereur Hirohito.
- Yamakawa Kenjirō (1854-1931), diplômé de l'université Yale, physicien, chercheur, administrateur scolaire, président de l'université de Tokyo et de l'université de Kyoto.
- Yamakawa Sutematsu (1860-1919) diplômée de l'université de Vassar, épousa Iwao Ōyama. Elle est connue sous le nom de Sutematsu Oyama, organisatrice du Rokumeikan, défenseur de nombreux organismes tels que la Croix-Rouge du Japon et la Société patriotique des femmes. Elle a aidé à la fondation du collège Tsuda (fondée par son amie Tsuda Umeko).
- Yamakawa Hiroshi (1845-1898) frère de Kenjiro et de Sutematsu, leader militaire important qui a défendu le domaine ; il a, par la suite, organisé l'accueil de réfugiés à Aizu, personne clé dans le secours à la garnison de Kumamoto pendant la guerre de Seinan ou rébellion de Satsuma et en général pendant l'ère Meiji.
- Yamakawa Futaba (1844-1909), un collègue de Takamine Hideo, administratrice principale à l'école normale pour femmes de Tokyo, elle est surtout connue pour son soutien en faveur de l'éducation des femmes.
- Tokugawa Tsunenari (1940-), petit-fils de Tsuneo Matsudaira ; actuel chef de la famille Tokugawa.
- Saigō Tanomo (1830-1903), ancien conseiller en chef du clan d'Aizu ; puis plus tard, professeur de Sōkaku Takeda et prêtre en chef du sanctuaire de Tōshō-gū.
- Akabane Shirō (1855-1910), ambassadeur japonais aux Pays-Bas.
- Akazuka Takemori (1852-1879), responsable de la police de l'ère Meiji.
- Uryū Iwako (1829-1897), travailleuse sociale.
- Suwa Kichiko (1819-1907), philanthrope.
- Yūki Kunitari (1800-1888), poète.
- Isao Matsudaira (1907-2006), petit-fils de Katamori, politicien, gouverneur de la préfecture de Fukushima (1976-1988).
- Teijirō Akizuki (1824-1900), samouraï d'Aizu, éducateur.
- Saitō Kiyoshi (1907-1997), artiste de sōsaku hanga.
- Nakano Takeko (1847-1868), femme soldat.

## Liste des daimyos d'Aizu

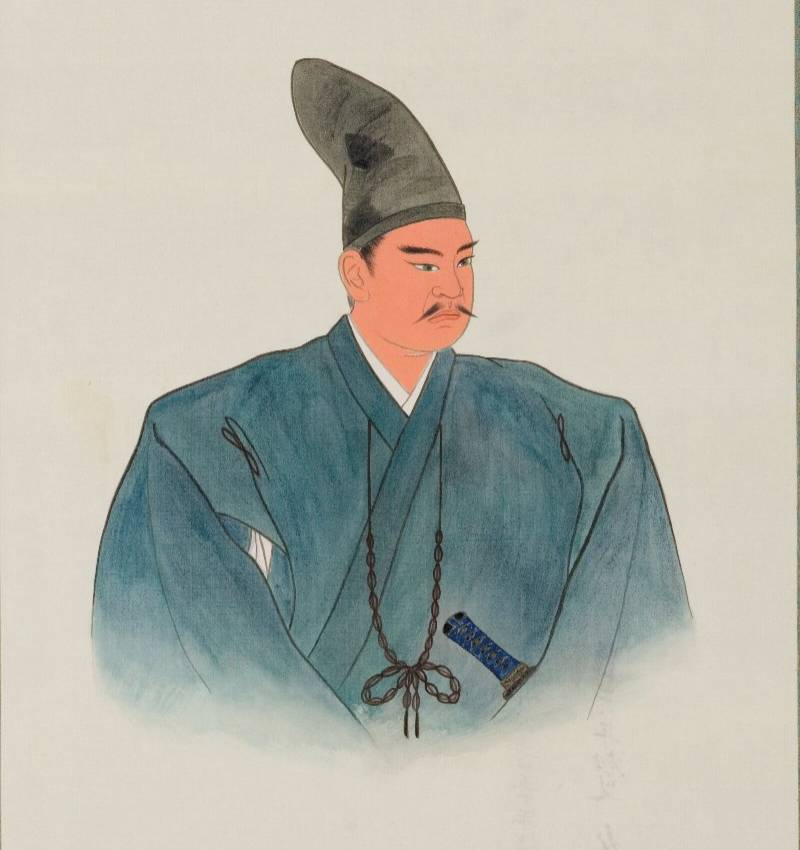
Kagekatsu Uesugi.

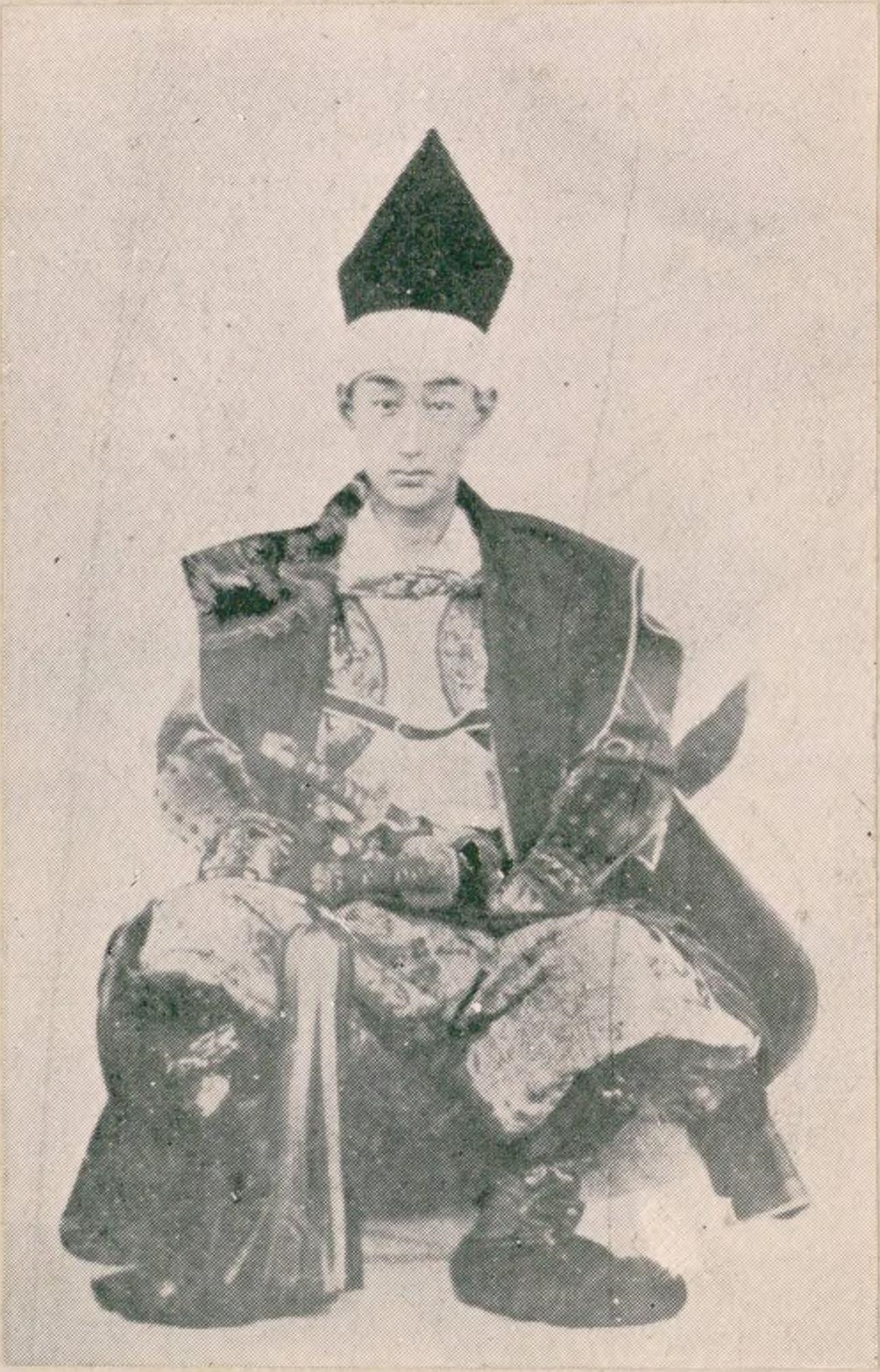
Katamori Matsudaira.

- Clan Gamō, 1590-1598 (Tozama ; 919,000 koku)

| Nom                       | Mandat    |
| ------------------------- | --------- |
| Gamō Ujisato (蒲生 氏郷)  | 1590-1595 |
| Gamō Hideyuki (蒲生 秀行) | 1595-1598 |

- Clan Uesugi, 1598-1601 (Tozama ; 1 200 000 koku)

| Nom                          | Mandat    |
| ---------------------------- | --------- |
| Uesugi Kagekatsu (上杉 景勝) | 1598-1601 |

- Clan Gamō, 1601-1627 (Tozama ; 600 000 koku)

| Nom                       | Mandat    |
| ------------------------- | --------- |
| Gamō Hideyuki (蒲生 秀行) | 1601-1612 |
| Gamō Tadasato (蒲生 忠郷) | 1612-1627 |

- Clan Katō, 1627-1643 (Tozama ; 400 000 koku)

| Nom                       | Mandat    |
| ------------------------- | --------- |
| Katō Yoshiaki (加藤 嘉明) | 1627-1631 |
| Katō Akinari (加藤 明成)  | 1631-1643 |

- Clan Hoshina/Matsudaira, 1643-1868 (Shinpan daimyo ; 230 000 à 280 000 koku)

| Nom                             | Mandat    |
| ------------------------------- | --------- |
| Hoshina Masayuki (保科 正之)    | 1643-1669 |
| Hoshina Masatsune (保科 正経)   | 1669-1681 |
| Matsudaira Masakata (松平 正容) | 1681-1731 |
| Matsudaira Katasada (松平 容貞) | 1731-1750 |
| Matsudaira Katanobu (松平 容頌) | 1750-1805 |
| Matsudaira Kataoki (松平 容住)  | 1805      |
| Matsudaira Katahiro (松平 容衆) | 1806-1822 |
| Matsudaira Katataka (松平 容敬) | 1822-1852 |
| Matsudaira Katamori (松平 容保) | 1852-1868 |
| Matsudaira Nobunori (松平 喜徳) | 1868      |